# Sermermiut
Sermermiut était un établissement inuit situé sur les côtes de la baie de Disko, au Groenland. 
Le site fait partie du site du patrimoine mondial du fjord glacé d'Ilulissat.

## Histoire
L'histoire précoloniale de Sermermiut a été reconstituée grâce à une série de fouilles archéologiques au cours du XXe siècle. La zone est devenue une zone d'intérêt archéologique au début du siècle, même si les résultats n'étaient pas bien documentés. En 1909, l'archéologue et conservateur du musée national du Danemark Thomas Thomsen,, pratique des sondages sur le site de Sermermiut. Une fouille de 1953 a révélé que Sermermiut avait été utilisé par les cultures Saqqaq, Dorset et Thulé. Une autre fouille en 1983 a daté le début de la colonie du Dorset ancien vers 600-200 avant notre ère.
Sermermiut a été abandonnée en 1850 lorsque le dernier résident a déménagé à proximité de Jakobshavn (maintenant rebaptisé Ilulissat).